# Clavulina cinerea
Clavulina cinerea é uma espécie de fungo pertencente à família Clavulinaceae.